# Coleoxestia femorata
Coleoxestia femorata är en skalbaggsart som först beskrevs av Pierre Émile Gounelle 1909.  Coleoxestia femorata ingår i släktet Coleoxestia och familjen långhorningar. Inga underarter finns listade i Catalogue of Life.